# 마보로시 (GARNET CROW의 노래)
《환상》(일본어: まぼろし 마보로시[*])는 GARNET CROW의 23번째 싱글이다. 2006년 9월 13일 GIZA studio에서 발매되었다.
전곡의 작곡은 나카무라 유리, 작사는 아즈키 나나, 편곡은 후루이 히로히토(〈Holy ground ~just like a “dejavu” arr.~〉의 편곡은 하야마 다케시)가 맡았다.
4개월 연속 CD 발매의 세 번째 작품으로, GARNET CROW 곡들 중 최초로 드라마 주제가로 사용되었다. 전작과 같이 디지팩 케이스를 사용하고 있다.
18번째 싱글 네가 마음속에 그린 꿈을 모은 HEAVEN 이후 1년 4개월 만에 오리콘 차트 톱 10안에 들었다.
원래는 정규 앨범 THE TWILIGHT VALLEY에 수록하기 위해 제작되고 있었지만, 우연히 드라마 관계자가 이 곡을 듣게 되어 드라마 주제가로 사용되게 되었고, 이에 따라 급히 싱글화가 된 작품이다. 정규 앨범 THE TWILIGHT VALLEY에는 앨범 버전이 수록되어있다.
커플링곡인〈Holy ground ~just like a “dejavu” arr.~〉는 GARNET CROW의 두 번째 앨범인〈SPARKLE ~줄거리 그대로의 스카이 블루~〉의 수록곡인〈Holy ground〉의 다른 버전이다.
곡의 제목에 맞춘 기획으로 ‘환상반’이라는 것도 있는데, 초회생산반 중 100장에 싸인을 넣어 레코드점으로 출하하는 것이다. 초회한정반과는 달리 어떤 레코드점에 입하될지 모르기 때문에 희소가치가 높다.

## 수록곡
1. 환상
2. Holy ground ~just like a “dejavu” arr.~
3. 환상 (Instrumental)

## 차트 성적
- 최고순위 7위 (오리콘)